# Râul Cucuveanu

Râul Cucuveanu este un curs de apă, afluent al Argovei.